# Quérido II
Quérido II  (né le 2 mars 1960) est un étalon trotteur français. Il est notamment vainqueur de deux Prix de Cornulier, de deux Prix de France et de deux Prix de Paris dans les années 1960.

## Naissance et élevage
Il naît le 2 mars 1960, à l'élevage de Mme Camille Olry-Roederer, veuve du grand éleveur du premier tiers du XXe siècle, Léon Olry-Roederer.

## Description
Quérido II est un étalon de race Trotteur français, de robe baie, toisant 1,64 m.

## Palmarès

### Classiques (GroupesI)
- Prix du Président de la République 1964
- Prix des Élites 1965
- Prix de Cornulier 1966, 1967
- Prix de Paris 1966, 1967
- Prix de France 1967, 1968

### Semi-classiques (GroupesII)
- Prix Philippe du Rozier 1964
- Prix Paul Bastard 1965
- Prix Jules Lemonnier 1965
- Prix de l'Île-de-France 1966
- Prix du Pontavice de Heussey 1967
- Prix de Bourgogne 1968

## Origines
| Origines de Quérido II. | Origines de Quérido II. | Origines de Quérido II. | Origines de Quérido II. |
| ----------------------- | ----------------------- | ----------------------- | ----------------------- |
| Père Fandango           | Loudéac                 | Boléro                  | Kœnigsberg              |
| Père Fandango           | Loudéac                 | Boléro                  | Odette                  |
| Père Fandango           | Loudéac                 | Bonne Fortune           | Jongleur                |
| Père Fandango           | Loudéac                 | Bonne Fortune           | Querelleuse             |
| Père Fandango           | Tombelaine              | Javari                  | Quo Vadis               |
| Père Fandango           | Tombelaine              | Javari                  | Reluisante              |
| Père Fandango           | Tombelaine              | Verveine                | Jongleur                |
| Père Fandango           | Tombelaine              | Verveine                | Rosa                    |
| Mère Dladys             | Hernani III             | Ontario                 | Bémécourt               |
| Mère Dladys             | Hernani III             | Ontario                 | Épingle                 |
| Mère Dladys             | Hernani III             | Odessa                  | Faucon II               |
| Mère Dladys             | Hernani III             | Odessa                  | Ténébreuse              |
| Mère Dladys             | Gladys                  | Craig An Eran (GB)      | Sunstar                 |
| Mère Dladys             | Gladys                  | Craig An Eran (GB)      | Maid of the Mist        |
| Mère Dladys             | Gladys                  | Gainsborough Girl (GB)  | Gainsborough            |
| Mère Dladys             | Gladys                  | Gainsborough Girl (GB)  | Taslett                 |